# Cillian Murphy
Cillian Murphy (Douglas, Cork; 1976. május 25. –) Oscar-, BAFTA-, Golden Globe-díjas ír színész, vezető producer. 
Pályafutását rockzenészként kezdte, majd az 1990-es évek végén színpadi darabokban, illetve független filmekben játszott. Egyik legkiemelkedőbb szerepe Thomas Shelby a Peaky Blinders című sorozatban.
Színészként Enda Walsh 1996-os Disco Pigs című színdarabjában debütált, és ezt a szerepet később a 2001-es filmadaptációban is eljátszotta. Korai filmes munkái közé tartozik a 28 nappal később (2002) című film, az Éjszakai járat (2005), a Felkavar a szél (2006) című ír háborús dráma és a Napfény (2007) című sci-fi thriller. Egy transzneműt alakított a Reggeli a Plútón (2005) című filmben, melyért Golden Globe-díjra jelölték.
Murphy 2005-ben kezdte meg együttműködését Christopher Nolan filmrendezővel, ő játszotta a Madárijesztőt A sötét lovag trilógiában (2005-2012), valamint szerepelt Christopher Nolan az Eredet (2010) és a Dunkirk (2017) című filmjeiben. Filmes és színházi munkái mellett elvállalta Tommy Shelby szerepét a Birmingham bandája (Peaky Blinders 2013-2022) című gengszersorozatban, mely világsiker lett. A 3. évadtól kezdve Murphy volt a  sorozat vezető producere.
Újabb filmjei közé tartozik a Transzcendens (2014), A tenger szívében (2015), az Anthropoid (2016), a Dunkirk (2017), az Anna (2019) és az Oppenheimer (2023).
Christoper Nolan rendezővel hatodik közös munkájukban, az Oppenheimer című filmben (2023) a címszerepet játszotta, és alakításával elnyerte a legjobb férfi főszereplő kategóriában a Golden Globe-díjat és BAFTA-díjat, a Színészek Céhének díját (SAG), valamint 2024. márciusában a legjobb férfi főszereplőnek járó Oscar-díjat is. 
2011-ben Murphy a Misterman című egyszemélyes színházi darabjáért elnyerte a Drama Desk Awardot a Kiváló szólóelőadásáért. 
2020-ban a The Irish Times minden idők egyik legnagyobb ír filmszínészének nevezte.
2024-ben Alan Moloney-vel megalapította A Big Things Films nevű független, történetközpontú produkciós cégét. "Olyan egyedi filmkészítőkkel, írókkal, színészekkel és rendezőkkel dolgozunk együtt, akiknek van mondanivalójuk és szenvedélyesen szeretik azt, amit csinálnak. A projektek provokálnak, inspirálnak és olyan témákat tárnak fel, amelyek olyan helyekre viszik el a közönséget, amik műfajtól vagy formátumtól függetlenül gyakran alapvető igazságokat tárnak fel arról, hogy kik vagyunk."
Murphy a mai napig hű maradt gyökereihez, a hollywood-i filmek mellett időnként ír független filmekben is játszik.

## Fiatalkora és családja
Murphy 1976. május 25-én született az írországi Douglasban, Cork megyében. Édesanyja franciát tanított, míg édesapja, Brendan az Oktatási Minisztériumban dolgozott. Nagyapja, nagynénjei és nagybátyjai szintén tanárok voltak. A corki Ballintemple-ben nőtt fel, öccse, Páidi és két kisebb testvére, Sile és Orla mellett. Tízéves korában kezdett dalokat írni és előadni.
Murphy katolikusnak nevelkedett, és a Presentation Brothers College katolikus középiskolába járt, ahol jól teljesített tanulmányi téren, de mivel nem rajongott a sportért, ami az iskola tantervének fontos részét képezte, úgy találta, hogy a muvészeti tevékenységeket elhanyagolták az iskolában.
Murphy a középiskolában kapott először ízelítőt az előadóművészetből, amikor részt vett a Corcadorca Theatre Company igazgatója, Pat Kiernan által bemutatott drámamodulban. Később úgy jellemezte ezt az élményt, mint egy "hatalmas mámort" és egy "teljesen élő" érzést, amelyet aztán üldözni kezdett. William Wall regényíró, aki az angoltanára volt, arra bátorította, hogy folytassa a színészetet, de ő inkább rocksztár akart lenni. Tizenéves kora végén és a húszas évei elején több zenekarban is énekelt és gitározott bátyjával, Páidival, és a Beatles-megszállott duó a legsikeresebb zenekaruknak a The Sons of Mr. Green Genes nevet adta, amit Frank Zappa azonos című daláról adoptáltak. Az Acid Jazz Records ötalbumos szerződést ajánlott nekik, amit azonban visszautasítottak, mert Páidi még iskolába járt, és a duó nem értett egyet azzal a csekély összeggel, amit azért kaptak volna, hogy a lemezkiadónak adják Murphy szerzeményeinek jogait.
Murphy 1996-ban kezdett el jogot tanulni a University College Corkon (UCC), de az első évfolyam után abbahagyta az egyetemet. Nemcsak a zenekarával volt elfoglalva, hanem az UCC-n való tanulás megkezdése után néhány nappal már tudta, hogy nem a jog az, amivel foglalkozni akar. Miután megnézte a Corcadorca színpadi produkcióját, a Mechanikus narancsot, amelyet Kiernan rendezett, felkeltette az érdeklődését a színművészet.

## Magánélete
2004-ben Murphy feleségül vette Yvonne McGuinness vizuális képzőművészt, akivel 1996 óta alkottak egy párt. 2001-ig Dublinban éltek, majd Londonba költöztek, hogy a felesége a Királyi Művészeti Főiskolára járhasson. Tizennégy év után, 2015-ben visszaköltöztek Dublinba.
Két fiúgyermekük született, Malachy Murphy (2005) és Aran Murphy (2007).
Kisebbik fiuk, Aran Murphy szintén a színész, színházi szerepei után 2024-ben megkapta első komolyabb filmes szerepét Taika Waititi készülő filmjében (Klara és a Nap)
Murphy 15 évig vegetáriánus volt, Tommy Shelby szerepe miatt kezdett újra húst enni. Egy 2022-es interjúban azt mondta, hogy visszatért a vegetarianizmushoz.

## Pályafutása
Murphy meghallgatást kapott a Corcadorca Theatre Company-nál, és 1996 szeptemberében profi színészként debütált a színpadon: egy ingatag corki tinédzsert alakított Enda Walsh Disco Pigs című darabjában. Eredetileg három hétig kellett volna futnia Corkban, a Disco Pigs végül két évig turnézott Európa-szerte, Kanadában és Ausztráliában. Bár eredetileg vissza akart térni a zenéléshez, de miután első ügynöke meglátta a Disco Pigs egyik előadását, képviseletet szerzett, és színészi karrierje beindult.
Számos más színházi produkcióban is szerepelt, többek között Shakespeare Sok huhó semmiért (1998), A vidéki fiú és a Juno és a Paycock (mindkettő 1999) című darabokban. A színházi előadások mellett független filmekben kezdett szerepelni. Ebben az időszakban elköltözött Corkból, először néhány évre Dublinba, majd 2001-ben Londonba.
Néhány kisebb szerep után Murphy 2001-ben vonta magára a kritikusok figyelmét a  Haragos Harry című filmdrámában nyújtott alakításával. Egy évvel később a szélesebb nézőközönség is megismerte Danny Boyle 28 nappal később című horrofilmjéből.
2003-ban a Kényszerszünet című ír fekete komédiában kapott fontos szerepet, majd következett a Leány gyöngy fülbevalóval mellékszerepe, Colin Firth és  Scarlett Johansson oldalán. Szintén ebben az évben még kapott egy kisebb szerepet az Anthony Minghella rendezte Hideghegy című háborús filmdrámában is.
Murphy 2005-ben Dr. Jonathan Crane szerepében tűnt fel Christopher Nolan Batman: Kezdődi! (2005) című filmjében. Eredetileg Bruce Wayne/Batman szerepére kérték fel, de Murphy sosem gondolta volna, hogy a szuperhős szerepéhez megfelelő fizikummal rendelkezik, de megragadta a lehetőséget, hogy kapcsolatba kerüljön Nolan rendezővel. Bár a főszerepet Christian Bale kapta, Nolant annyira lenyűgözte Murphy, hogy neki adta Dr. Crane szerepét, akinek alteregója a főgonosz Madárijesztő.
2006-ban Murphy játszotta a főszerepet az ír függetlenségi háborúról és az ír polgárháborúról szóló Felkavar a szél című filmben, amely elnyerte az Arany Pálmát a Cannes-i filmfesztiválon. Murphy különleges kiváltságnak tartotta, hogy megkapta a szerepet, és kijelentette, hogy "rettenetesen büszke" a filmre, megjegyezve, hogy "az emlékek nagyon-nagyon mélyre nyúlnak - a politika, a megosztottság, és mindenkinek vannak történetei a családtagjairól, akik érintettek voltak a harcban". David Denby megjegyezte, hogy Murphy a karakter megformálásában a mély csend pillanatait és sajátosságait mutatta meg. A GQ magazin a Felkavar a szél című filmben nyújtott alakításáért Murphy-nek ítélte oda a 2006-os év színésze díjat.
2007-ben ismét Danny Boyle rendezővel dolgozhatott, a Napfény című sci-fi főszerepét alakította. 2008-ban egy brit filmdráma, A szerelem határai következett, Sienna Miller, Keira Knightley, és Matthew Rhys mellett. A filmet John Maybury rendezte.
A Peacock (2010) című pszichológiai thrillerben Murphy egy olyan férfit alakított, akinek meghasadt a személyisége, és aki elhiteti az emberekkel, hogy ő maga is a saját felesége. 
Christopher Nolan Eredet (2010) című filmjében játszotta Robert Fischer-t, akinek elméjébe DiCaprio karaktere, Cobb hatol be, hogy meggyőzze őt vállalkozása feloszlatásáról.
2011-ben Murphy visszatért a színpadra és szerepelt a Misterman című színpadi monodrámában, amelyet Enda Walsh írt és rendezett, akivel korábban a Disco Pigs című filmben dolgozott együtt. A produkciót Dublinban, Londonban és New York-ban is játszotta. Az alakításáért megkapta a kritikusok elismerését, és elnyerte az Irish Times Theatre Award és a Drama Desk Award díját. 
2011-ben szerepelt a Lopott idő (2011) című sci-fi filmben, Justin Timberlake és Amanda Seyfried oldalán.
Murphy szerepelt A médium (2012) című filmben Robert De Niro és Sigourney Weaver oldalán, ő játszotta Tom Buckley-t, Weaver karakterének asszisztensét, aki paranormális nyomozó. 
Murphy 2013 óta Thomas Shelby szerepét alakította a BBC televíziós sorozatában, a Peaky Blindersben, amely egy birminghami bűnbandáról szól az első világháború utáni időszakban. A sorozat számos díjat magáénak és világszerte nagy népszerűségnek örvend. Stephen Knight író a sorozat utolsó évadát követően bejelentette, hogy egy egész estés mozifilmmel tervezik lezárni a Birmingham bandájának történetét.
2014-ben Murphy újra összeállt Enda Walsh-sal a Ballyturk című színházi darabban. Szerepelt Ron Howard 2015-ös filmjében, A tenger szívében. 2016-ban Murphy szerepelt Ben Wheatley Kereszttűz című filmjében, és az Anthropoid című filmben, melyben Jozef Gabcík csehszlovák második világháborús katonát alakította, aki részt vett az Anthropoid hadműveletben,a Reinhard Heydrich elleni merényletben. 
2017-ben Murphy egy gránátokkal sokkolt katonatisztet alakított, akit egy hajótörésből mentenek ki Christopher Nolan Dunkirk című háborús filmjében, amely kritikai és kasszasiker lett. Murphy a 2019 júniusában bemutatott Anna című filmben játszott CIA-ügynököt. 
2021-ben játszotta az egyik főszerepet a Hang nélkül 2. című filmben, Emily Blunt oldalán.  
Murphy alakította J. Robert Oppenheimert Christopher Nolan rendező Oppenheimer című életrajzi thrillerében. A film Nolan és Murphy hatodik közös munkája. A szerepre való felkészüléshez Murphy jelentős súlyt veszített, hogy megfeleljen Oppenheimer lesoványodott külsejének, alaposan utánanézett Oppenheimer életének, és inspirációt merített David Bowie 1970-es évekbeli megjelenéséből. A 2023-ban bemutatott film világszerte több mint 955 millió dolláros bevételt hozott, és pozitív kritikákat kapott a kritikusoktól. Az alakításáért elnyerte a Golden Globe-díjat, a BAFTA-díjat és két Színészek Céhénak díját (SAG), valamint Oscar-díjra jelölték.
2024-ben Cillian Murphy két filmadaptáció producere és főszereplője lesz: az Ilyen apróságok (Small things like these) című történelmi drámában, amely megnyitotta a 74. Berlini Nemzetközi Filmfesztivált és a Steve című filmben, mely a Netflix-szel való együttműködés révén jön létre.
Murphy lesz a 28 nappal később folytatásának vezető producere is, 28 évvel később címmel, és tárgyalásokat folytat a szerepének újbóli eljátszásáról.
Murphy kereskedelmileg legsikeresebb filmjei a Christopher Nolan rendezővel való számos közös munkájának eredménye, köztük van az Oppenheimer, az Eredet, a Sötét lovag trilógia és a Dunkirk.
Az Oppenheimer és a Barbenheimer-jelenség sikere után Murphy bekerült a Variety 2023 szórakoztató- és médiaipar legbefolyásosabb személyiségeinek listájára. 
Pályafutása során számos elismerést kapott, többek között három IFTA-díjat, egy BAFTA-díjat, egy Golden Globe-díjat és két Színészek Céhének díját (SAG Awards).

## Aktivizmus
Murphy részt vett a 2007-es Rock the Vote Ireland kampányban, amely a fiatal szavazókat célozta meg az általános választásokon, és kampányolt a hajléktalanok jogaiért a Focus Ireland nevű szervezettel. 
2011-ben az írországi Galway-i Nemzeti Egyetem UNESCO Gyermek- és Családkutató Központjának védnöke lett. Szorosan kapcsolódik Pat Dolan professzor munkájához, aki az UCFRC igazgatója és az UNESCO gyermek-, ifjúsági és állampolgári szerepvállalási tanszéke. 
2012. februárjában támogató üzenetet írt a Vita Cortex egykori dolgozóinak, akik részt vettek az üzemükben tartott ülősztrájkban, és gratulált nekik, amiért "rávilágítottak arra, ami nemzetként rendkívül fontos mindannyiunk számára".
Murphy támogatta a 2018-as írországi népszavazást, amelynek célja az abortuszhoz való hozzáférést korlátozó nyolcadik alkotmánymódosítás hatályon kívül helyezése volt, és megjelent a Blindboy podcastban, hogy arra buzdítsa a férfiakat, hogy támogassák a nőket és szavazzanak a népszavazás mellett.
Murphy 2022. októberében Ionbhá: Empátia könyv Írországnak címmel könyvet adott ki Pat Dolan, Gillian Brown és Mark Brennan társszerkesztésében. A könyv verseket, esszéket és jól ismert ír alakoktól származó gondolatokat tartalmaz az empátiáról. Murphy új könyvének teljes bevételét közvetlenül a Társadalmi Empátia aktivizálása nevű oktatási program megvalósítására fordítják ír iskolákban és ifjúsági munkaszervezetekben. Murphy úgy véli, hogy különösen fontos megtanítani a gyerekeket az empatikusságra, mert a világ jelenleg "nagyon törékeny".  "A könyv azért született, hogy megpróbáljuk az empátia gondolatát a köznyelvben/szókincsben elhelyezni" - mondta Murphy a könyv megjelenése után. "Azt akarjuk, hogy az emberek elkezdjenek beszélni róla, és hogy népszerűsítjük az empátia programját az iskolákban. Már számos középiskolában bevezették országszerte."

## Filmográfia

### Film
| Év   | Magyar cím                   | Eredeti cím                           | Szerep                                    | Magyar hang                    | Rendező                |
| ---- | ---------------------------- | ------------------------------------- | ----------------------------------------- | ------------------------------ | ---------------------- |
| 1998 |                              | The Tale of Sweety Barrett            | Pat a csapos                              |                                | Stephen Bradley        |
| 1999 |                              | Sunburn                               | Davin McDerby                             |                                | Nelson Hume            |
| 1999 | Az árok                      | The Trench                            | Rag Rockwood                              | Barát Attila                   | William Boyd           |
| 2001 | A lázadás mámora             | On the Edge                           | Jonathan Breech                           |                                | John Carney            |
| 2001 | Haragos Harry                | How Harry Became a Tree               | Gus                                       | Csőre Gábor                    | Goran Paskaljevic      |
| 2001 | Diszkó disznók               | Disco Pigs                            | Darren / Pig                              |                                | Kirsten Sheridan       |
| 2002 | 28 nappal később             | 28 Days Later                         | Jim                                       | Anger Zsolt                    | Danny Boyle (1.)       |
| 2003 | Kényszerszünet               | Intermission                          | John                                      | Karácsonyi Zoltán              | John Crowley           |
| 2003 | Leány gyöngy fülbevalóval    | Girl with a Pearl Earring             | Pieter                                    | Welker Gábor                   | Peter Webber           |
| 2003 | Hideghegy                    | Cold Mountain                         | Bardolph                                  | Szabó Máté                     | Anthony Minghella      |
| 2005 | Batman: Kezdődik!            | Batman Begins                         | Dr. Jonathan Crane / Madárijesztő         | Széles Tamás                   | Christopher Nolan (1.) |
| 2005 | Éjszakai járat               | Red Eye                               | Jackson Rippner                           | Miller Zoltán                  | Wes Craven             |
| 2005 | Reggeli a Plútón             | Breakfast on Pluto                    | Patrick "Kitten" Braden                   | Tóth Roland                    | Neil Jordan            |
| 2006 | Felkavar a szél              | The Wind That Shakes the Barley       | Damien O'Donovan                          | Dévai Balázs                   | Ken Loach              |
| 2007 | Napfény                      | Sunshine                              | Robert Capa                               | Posta Victor                   | Danny Boyle (2.)       |
| 2007 |                              | Watching the Detectives               | Neil                                      |                                | Paul Soter             |
| 2008 | A sötét lovag                | The Dark Knight                       | Dr. Jonathan Crane / Madárijesztő (cameo) | Gubányi György István[forrás?] | Christopher Nolan (2.) |
| 2008 | A szerelem határai           | The Edge of Love                      | William Killick                           |                                | John Maybury           |
| 2009 | Perrier vérdíja (A vérdíj)   | Perrier's Bounty                      | Michael McCrea                            | Szabó Máté                     | Ian Fitzgibbon         |
| 2010 |                              | Peacock                               | John / Emma Skillpa                       |                                | Michael Lander         |
| 2010 |                              | Hippie Hippie Shake (nem mutatták be) | Richard Neville                           |                                | Beeban Kidron          |
| 2010 | Eredet                       | Inception                             | Robert Fischer                            | Welker Gábor                   | Christopher Nolan (3.) |
| 2010 | Tron: Örökség                | Tron: Legacy                          | Edward Dillinger, Jr. (cameo)             | Seder Gábor                    | Joseph Kosinski        |
| 2011 |                              | Retreat                               | Martin                                    |                                | Carl Tibbetts          |
| 2011 | Lopott idő                   | In Time                               | Raymond Leon                              | Welker Gábor                   | Andrew Niccol          |
| 2012 | A gyilkos médium             | Red Lights                            | Tom Buckley                               | Rajkai Zoltán                  | Rodrigo Cortés         |
| 2012 | Ébredés                      | Broken                                | Mike Kiernan                              |                                | Rufus Norris           |
| 2012 | A sötét lovag – Felemelkedés | The Dark Knight Rises                 | Dr. Jonathan Crane / Madárijesztő (cameo) | Széles Tamás                   | Christopher Nolan (4.) |
| 2014 |                              | Aloft                                 | Ivan                                      |                                | Claudia Llosa          |
| 2014 | Transzcendens                | Transcendence                         | Donald Buchanan ügynök                    | Varga Gábor                    | Wally Pfister          |
| 2015 | A tenger szívében            | In the Heart of the Sea               | Matthew Joy                               | Kaszás Gergő                   | Ron Howard             |
| 2016 | Anthropoid                   | Anthropoid                            | Jozef Gabčík                              | Welker Gábor                   | Sean Ellis             |
| 2016 | Kereszttűz (Össztűz)         | Free Fire                             | Chris                                     | Posta Victor                   | Ben Wheatley           |
| 2017 | A vendégek                   | The Party                             | Tom                                       |                                | Sally Potter           |
| 2017 | Dunkirk                      | Dunkirk                               | didergő katona                            | Welker Gábor                   | Christopher Nolan (5.) |
| 2018 |                              | The Delinquent Season                 | Jim                                       |                                | Mark O'Rowe            |
| 2019 | Anna                         | Anna                                  | Lenny Miller                              | Welker Gábor                   | Luc Besson             |
| 2020 | Hang nélkül 2.               | A Quiet Place Part II                 | Emmett                                    | Welker Gábor                   | John Krasinski         |
| 2023 | Oppenheimer                  | Oppenheimer                           | J. Robert Oppenheimer                     | Welker Gábor                   | Christopher Nolan (6.) |
| 2023 |                              | Kensuke's Kingdom                     | apa (hangja)                              |                                | Neil Boyle             |
| 2023 | Kirk Hendry                  | Kensuke's Kingdom                     | apa (hangja)                              |                                |                        |
| 2024 |                              | Small Things like These               | Bill Furlong                              |                                | Tim Mielants           |

Dokumentum- és rövidfilmek
| Év   | Eredeti cím             | Szerep            | Megjegyzések   |
| ---- | ----------------------- | ----------------- | -------------- |
| 1997 | Quando                  | Pat               | rövidfilm      |
| 1999 | Eviction                | Brendan McBride   | rövidfilm      |
| 1999 | At Death's Door         | Grim Reaper, Jr.  | rövidfilm      |
| 2000 | Filleann an Feall       | Ger               | rövidfilm      |
| 2000 | A Man of Few Words      | vőfély            | rövidfilm      |
| 2001 | Watchmen                | Phil              | rövidfilm      |
| 2003 | Zonad                   | Guy Hendrickson   | rövidfilm      |
| 2006 | The Silent City         | ismeretlen szerep | rövidfilm      |
| 2008 | Waveriders              | narrátor (hangja) | dokumentumfilm |
| 2009 | The Water               | fiú               | rövidfilm      |
| 2013 | Harriet and the Matches | Cat (hangja)      | rövidfilm      |
| 2014 | From the Mountain       | narrátor (hangja) | rövidfilm      |
| 2018 | The Overcoat            | Akaky (hangja)    | rövidfilm      |
| 2021 | All of This Unreal Time | férfi             | rövidfilm      |

### Televízió
| Év        | Cím                                  | Szerep            | Megjegyzések                  |
| --------- | ------------------------------------ | ----------------- | ----------------------------- |
| 2001      | The Way We Live Now                  | Paul Montague     | 4 epizód                      |
| 2013–2022 | Birmingham bandája (Peaky Blinders)  | Thomas Shelby     | főszereplő és vezető producer |
| 2015      | Atlantic: The Wildest Ocean on Earth | narrátor (hangja) | 3 epizód                      |
| 2019      | The Irish Revolution                 | narrátor (hangja) | 3 epizód                      |

## Fordítás
- Ez a szócikk részben vagy egészben  a   Cillian Murphy című angol Wikipédia-szócikk fordításán alapul.  Az eredeti cikk szerkesztőit annak laptörténete sorolja fel. Ez a jelzés csupán a megfogalmazás eredetét és a szerzői jogokat jelzi, nem szolgál a cikkben szereplő információk forrásmegjelöléseként.